# Шакан 11
Шакан 11 (англ. Shackan 11) — індіанська резервація в Канаді, у провінції Британська Колумбія, у межах регіонального округу Томпсон-Нікола.

## Населення
За даними перепису 2016 року, індіанська резервація нараховувала 64 особи, показавши зростання на 16,4%, порівняно з 2011-м роком. Середня густина населення становила 2,5 осіб/км².
З офіційних мов обидвома одночасно не володів жоден з жителів, тільки англійською — 65. Усього 15 осіб вважали рідною мовою не одну з офіційних, з них усі — одну з корінних мов.
Працездатне населення становило 45,5% усього населення, усі були зайняті.

## Клімат
Середня річна температура становить 6,2°C, середня максимальна – 20,3°C, а середня мінімальна – -11,4°C. Середня річна кількість опадів – 387 мм.
| Клімат поселення                              | Клімат поселення | Клімат поселення | Клімат поселення | Клімат поселення | Клімат поселення | Клімат поселення | Клімат поселення | Клімат поселення | Клімат поселення | Клімат поселення | Клімат поселення | Клімат поселення | Клімат поселення |
| Показник                                      | Січ.             | Лют.             | Бер.             | Квіт.            | Трав.            | Черв.            | Лип.             | Серп.            | Вер.             | Жовт.            | Лист.            | Груд.            |                  |
| Середній максимум, °C                         | 1,86             | 4,92             | 8,72             | 12,58            | 16,82            | 20,26            | 19,62            | 19,98            | 15,49            | 9,92             | 3,48             | −1,02            |                  |
| Середня температура, °C                       | −4,78            | −1,72            | 2,10             | 5,94             | 10,16            | 13,61            | 16,54            | 16,90            | 12,41            | 6,83             | 0,41             | −4,1             |                  |
| Середній мінімум, °C                          | −11,44           | −8,35            | −4,55            | −0,7             | 3,52             | 6,98             | 13,47            | 13,82            | 9,34             | 3,75             | −2,68            | −7,18            |                  |
| Норма опадів, мм                              | 41               | 25               | 20               | 17               | 33               | 40               | 33               | 27               | 25               | 33               | 46               | 47               |                  |
| Середньомісячна швидкість вітру, м/с          | 2.10             | 2.20             | 2.40             | 2.70             | 2.50             | 2.40             | 2.21             | 2.06             | 1.89             | 2.06             | 2.11             | 2.10             |                  |
| Середньомісячна сонячна радіація, кДж/м²·день | 3450             | 6645             | 11104            | 15998            | 19465            | 20925            | 22058            | 18879            | 13409            | 7564             | 3756             | 2703             |                  |
| --------------------------------------------- | ---------------- | ---------------- | ---------------- | ---------------- | ---------------- | ---------------- | ---------------- | ---------------- | ---------------- | ---------------- | ---------------- | ---------------- | ---------------- |
| Джерело:                                      |                  |                  |                  |                  |                  |                  |                  |                  |                  |                  |                  |                  |                  |